# Worthy de Jong
Worthy Donovan Rafael de Jong (Paramaribo, 14 de março de 1988) é um jogador de basquete neerlandês.
Ele jogou 13 temporadas como jogador profissional na Holanda, das quais 11 foram com o ZZ Leiden. Ele é o líder de todos os tempos do Leiden em pontos, rebotes e assistências, e é apelidado de "Mister ZZ Leiden". Com o Leiden, ele ganhou três campeonatos holandeses e duas Copas da Holanda. De Jong é amplamente considerado um dos melhores jogadores de basquete holandeses de sua geração e foi considerado o melhor jogador do país em seu auge.
De Jong também jogou pela seleção holandesa durante dez anos e representou a equipe no EuroBasket em 2015 e 2022.

## Início da vida
Nascido em Paramaribo, De Jong recebeu o nome em homenagem ao jogador de basquete do Los Angeles Lakers, James Worthy. De Jong e seus pais se mudaram para Amsterdã quando ele tinha dois anos de idade. Lá, ele começou a jogar basquete aos 11 anos. Ele começou a jogar no Club 2000, motivado por seu pai, que era jogador de basquete no Suriname.
Em 2006, De Jong mudou-se para os Estados Unidos para estudar no Ranger College em Ranger, Texas, com uma bolsa de estudos. Mais tarde, ele retornou à Holanda e jogou com o Urk do Orca na Promotiedivisie, a liga nacional de segunda divisão.

## Carreira profissional
De Jong assinou com o Rotterdam Challengers da Liga Holandesa de Basquete para a temporada 2009-10, iniciando sua carreira profissional. Já conhecido por sua habilidade atlética, ele participou do concurso de enterradas do DBL All-Star Game. De Jong teve médias de 7,1 pontos e 3,9 rebotes em sua temporada de estreia.
Em 19 de julho de 2010, De Jong assinou um contrato com o ZZ Leiden. Sob o comando do técnico Toon van Helfteren, De Jong foi um jogador de rotação em suas primeiras temporadas. Na temporada 2010-11, De Jong conquistou seu primeiro título DBL depois que o Leiden venceu o Donar por 4 a 3 nas finais. Em 14 de maio de 2011, ele marcou 28 pontos na vitória do jogo 1 por 107-89 sobre o Donar.
Nas temporadas seguintes com o Leiden, De Jong se tornou uma estrela na DBL. Na temporada 2011-12, o Leiden chegou às finais, mas perdeu para o EiffelTowers Den Bosch. O Leiden conseguiu vencer a NBB Cup, o primeiro troféu desse tipo de De Jong. De Jong teve uma média de 6,3 pontos e 3,2 rebotes por jogo naquela temporada. Individualmente, ele recebeu seu primeiro prêmio de Jogador Mais Aprimorado da DBL após seu papel aprimorado na equipe.
Em sua terceira temporada com o Leiden, a temporada 2012-13, De Jong conquistou seu segundo título depois que Leeuwarden foi varrido nas finais, por 4-0. Ele marcou 18 pontos, o recorde da equipe, na vitória do Jogo 3 por 74-64 sobre o Aris. Estatisticamente, De Jong teve uma grande melhora, pois teve uma média de 13,5 pontos e 5,8 rebotes, com 52,2% de aproveitamento nos arremessos, ao longo da temporada.
Na offseason de 2014, De Jong assinou um novo contrato de três anos com o Leiden. Em 4 de outubro de 2014, ele marcou 35 pontos, o recorde de sua carreira, na vitória por 113–81 sobre o Aris Leeuwarden. O Leiden não conseguiu retornar à quarta final consecutiva, pois foi derrotado pelo Donar nas semifinais.
Na temporada 2015-16, De Jong ganhou seu primeiro prêmio DBL Most Valuable Player de sua carreira, após uma média de 17,2 pontos, 6,6 rebotes e 3,5 assistências por jogo. Ele foi o décimo jogador holandês na história a ganhar o prêmio. Apesar de sua temporada de MVP, Leiden foi eliminado por Donar nas semifinais pelo segundo ano consecutivo.
Em 28 de junho de 2017, De Jong retornou ao seu antigo clube ZZ Leiden assinando um contrato de um ano. Ele teve uma média de 16 pontos e 6,1 rebotes em sua primeira temporada de volta e ajudou o time a retornar às finais. Em sua quarta aparição nas finais, Leiden foi varrido por um time Donar dominante.
Em junho de 2018, ele estendeu seu contrato por mais duas temporadas. Na temporada 2018-19, De Jong conquistou seu segundo título da NBB Cup com o Leiden. Na DBL, ele teve médias de 16,8 pontos, 4,5 rebotes e 3,3 assistências. De Jong assinou uma extensão de três anos com a equipe em 29 de maio de 2020. Ele ganhou o prêmio de Jogador Defensivo do Ano da DBL pela primeira vez na temporada 2020-21. De Jong também ganhou seu terceiro campeonato após derrotar Heroes Den Bosch nas finais, e foi nomeado MVP dos Playoffs da DBL no processo (ele foi o primeiro jogador do Leiden a ganhar o prêmio).
Em 3 de abril de 2022, De Jong anunciou que a temporada 2021-22 seria sua última temporada profissional; ele continuaria no basquete 3x3 com a seleção holandesa, no entanto. Ele terminou sua carreira vencendo o campeonato inaugural da Liga BNXT e foi nomeado o MVP das finais contra Donar.
De Jong terminou sua carreira como o líder de todos os tempos do ZZ Leiden em pontos, rebotes, assistências e roubos de bola. Em 22 de outubro de 2022, o clube aposentou sua camisa número 6.

## Carreira internacional
De Jong jogou pela seleção holandesa de basquete depois de estrear em 28 de julho de 2012 sob o comando de Jan Willem Jansen. Ele estreou em um grande torneio internacional durante o EuroBasket 2015. Em 5 de setembro, De Jong marcou 16 pontos na vitória por 73–72 sobre a Geórgia que marcou a primeira vitória da Holanda no EuroBasket em 26 anos. Ele teve uma média de 9,4 pontos por jogo durante o torneio.
Ele jogou seu segundo torneio EuroBasket em 2022, depois de anunciar sua aposentadoria antes do torneio. No jogo de abertura, ele marcou 28 pontos em uma derrota por 76-100 para a Sérvia. Em seu último jogo da seleção nacional, ele marcou 21 pontos, o recorde da equipe, em uma derrota por 67-88 para a Finlândia. De Jong teve uma média de 16,4 pontos, liderando a equipe, com 49,2% de aproveitamento nos arremessos, enquanto a Holanda encerrou o torneio com um recorde de 0-5.
Ele jogou 118 partidas pela seleção nacional, 13º maior número de todos os tempos na história da seleção nacional.
Nos Jogos Olímpicos de Verão de 2024, em Paris, conquistou a medalha de ouro no torneio masculino do basquetebol, após vencer na final confronto contra a equipe francesa por 18–17, ao lado de Jan Driessen, Dimeo van der Horst e Arvin Slagter.